# Jassidophaga armata
Jassidophaga armata är en tvåvingeart som först beskrevs av Thomson 1869.  Jassidophaga armata ingår i släktet Jassidophaga och familjen ögonflugor. Inga underarter finns listade i Catalogue of Life.